# Stauntonia parviflora
Stauntonia parviflora är en narrbuskeväxtart som beskrevs av William Botting Hemsley. Stauntonia parviflora ingår i släktet Stauntonia och familjen narrbuskeväxter. Inga underarter finns listade i Catalogue of Life.